# Dynamite Kid
Thomas Billington (5 de diciembre de 1958-5 de diciembre de 2018), conocido por su nombre en el ring, Dynamite Kid, fue un luchador profesional británico. Compitió en la World Wrestling Federation, Stampede Wrestling, All Japan Pro Wrestling y New Japan Pro-Wrestling de mediados a finales de los años ochenta. Con su primo Davey Boy Smith, también era conocido por haber sido la mitad del equipo en parejas The British Bulldogs. También tuvo luchas notables con Tiger Mask en Japón y Bret Hart en Canadá.
Muchos expertos en lucha libre, entre ellos Bret Hart y Dave Meltzer, han considerado que Billington fue uno de los luchadores más influyentes en el ring, habiendo innovado el nivel de atletismo involucrado en la lucha libre y fusionando estilos de Canadá, Japón, Gran Bretaña y México.

## Primeros años
Billington nació en Golborne, Lancashire. Tiene dos hermanas: 136  y un hermano menor llamado Mark.: 238  Su padre Bill y su tío Eric Billington eran boxeadores en su juventud y su abuelo Joe Billington era un boxeador de nudillos.: 134  Uno de sus antepasados James Billington también fue un luchador.
El trabajo académico no era una prioridad para él, pero se sentía atraído por los deportes en su escuela integral; su adhesión al deporte, en particular la lucha y la gimnasia, lo ayudó a desarrollar una forma física relativamente pequeña pero poderosa y ágil. Además, también había recibido entrenamiento en boxeo durante sus años de formación, lo que le ayudó a inculcarle dureza antes de su carrera.: 134 
Su padre, el hermano de la madre de Davey Boy Smith, era un trabajador minero e itinerante que a menudo llevaba al joven Billington a ver combates de lucha libre en Wigan, conocido por su tradición de lucha libre. Fue durante una visita al hogar que llamó la atención de Ted Betley, quien había dirigido una escuela de lucha libre profesional en su casa; fue aquí donde Billington comenzó su entrenamiento, como una forma de evitar el trabajo agotador de las minas de carbón.

## Carrera en la lucha libre profesional

### Primeros años (1975-1984)
Su primera oportunidad en las filas profesionales fue para Max Crabtree, y debutó en 1975. El primer combate de Billington filmado para televisión se grabó el 30 de junio de 1976 en Lincoln (y se transmitió el 30 de octubre, momento en el que se filmó y proyectó otro combate contra Pete Meredith) lo vio perder por nocaut técnico al veterano heel «Strongman» Alan Dennison, después de lesionarse la garganta en la cuerda del anillo superior. Sin embargo, Dennison estaba tan impresionado por la habilidad técnica de su joven oponente que rechazó la victoria y, en consecuencia, cambió de actitud y se convirtió en face y un amigo de Dynamite Kid.
Durante sus primeros días, ganó el Campeonato Británico de Peso Ligero el 23 de abril de 1977 y el título de peso wélter el 25 de enero de 1978. También jugó un papel decisivo en el inicio de la carrera de la entonces estrella de judo Chris Adams cuando aún competía en el Reino Unido, fue explorado y se mudó a Calgary, Alberta, Canadá en 1978.
Dynamite tuvo un gran impacto en sus combates para Stampede Wrestling con el popular Bruce Hart y el novato Bret Hart. A pesar de las diferencias entre ellos debido a los comentarios que Dynamite Kid hizo sobre el padre de Bruce y Bret Stu Hart en su autobiografía, Bret todavía lo considera «libra por libra, el mejor luchador que haya existido». Dynamite Kid comenzó a tomar esteroides en 1979 cuando Sylvester Ritter, también conocido como Junkyard Dog, le presentó a Billington el esteroide anabólico Dianabol.: 151  Billington también fue introducido a las anfetaminas durante su estancia en Canadá por Jake Roberts.: 151 
Después de hacer un gran negocio en Canadá, Dynamite reservó su primera gira por Japón, trabajando para International Pro Wrestling del 19 al 25 de julio de 1979. Stu Hart y Stampede Wrestling cambiaron su relación comercial de IPW a New Japan Pro-Wrestling poco después de la primera gira de Dynamite, y luchó para New Japan desde el 4 de enero de 1980 hasta el 2 de agosto de 1984. Tal vez los combates más memorables que salieron de la carrera de Dynamite en New Japan fueron de su ya legendario feudo contra Tiger Mask; el debut de Tiger Mask fue contra Dynamite, en el que Tiger Mask sorprendió al mundo de la lucha al obtener la victoria sobre Dynamite. Los dos competirían entre sí varias veces más en un feudo que a menudo se acredita por poner la lucha de peso pesado junior en el mapa, así como establecer el estándar para las generaciones futuras. Los Campeonatos Peso Pesado Junior tanto de la NWA como de la WWF quedaron vacantes después de que Tiger Mask se lesionara con Dynamite Kid en una lucha por parejas el 1 de abril de 1983. Dynamite y Kuniaki Kobayashi compitieron por los títulos vacantes, pero no se decidió el ganador. El 21 de abril de 1983, Dynamite y Tiger Mask se reunieron por el vacante Campeonato Peso Pesado Junior de la WWF, pero ningún ganador se decidió después de que el combate terminara en un empate tres veces consecutivas.
El 7 de febrero de 1984, Billington capturó el Campeonato Peso Pesado Junior de la WWF al ganar un torneo; aunque era un título de la WWF, se defendió principalmente en Japón en New Japan. Derrotó a Davey Boy Smith primeramente en el torneo, y continuaría derrotando a The Cobra en las finales.

### World Wrestling Federation (1984-1988)
Dynamite Kid hizo su debut en la televisión de WWF el 29 de agosto de 1984, donde él y Bret Hart derrotaron a Iron Mike Sharpe y Troy Alexander en un combate que finalmente se mostró el 15 de septiembre de 1984, en la transmisión del Maple Leaf Garden. Billington terminaría asociándose con Davey Boy Smith como The British Bulldogs, mientras que Bret se volvería heel y formaría  equipo con Jim Neidhart como The Hart Foundation, lo que llevó a combates entre los dos equipos que generalmente terminaban sin resultado. El 7 de abril de 1986, acompañados por Captain Lou Albano y Ozzy Osbourne, The British Bulldogs ganaron el Campeonato en Parejas de la WWF de Greg Valentine y Brutus Beefcake en WrestleMania II.
Dynamite Kid sufriría una lesión grave en un combate por equipos que tuvo lugar en diciembre de 1986 en Hamilton, Ontario, Canadá contra Don Muraco y Bob Orton, Jr., y varios luchadores como Junkyard Dog, Roddy Piper y Billy Jack Haynes lo sustituirían cuando se hicieran las defensas del título en parejas. Mientras se recuperaba en el hospital de una cirugía de espalda, Billington contaría más tarde que Bret Hart se presentó y declaró que Vince McMahon lo había enviado a buscar el cinturón del campeonato en parejas de Dynamite; Billington se negó. Poco después de retirarse del hospital (contra las órdenes de los médicos), Billington se reunió con McMahon, quien solicitó que los Bulldog entregaran los títulos al equipo de Nikolai Volkoff y The Iron Sheik; Billington se negó, diciendo que solo perdería los cinturones a The Hart Foundation.
McMahon aceptó y, en una grabación de televisión el 26 de enero de 1987, The British Bulldogs luchó un combate para dejar caer los títulos a The Hart Foundation; el partido se emitiría en la edición del 7 de febrero de Superstars of Wrestling. El combate en sí fue un espectáculo extraño, ya que Dynamite apenas podía caminar debido a la cirugía de espalda, y por lo tanto necesitaba ser asistido al ring por Davey Boy Smith. Dynamite fue eliminado del combate tras ser golpeado por el megáfono de Jimmy Hart al principio del mismo, evitando que tuviera que luchar en el combate. A partir de ese momento, los Bulldogs ya no serían un equipo de primer nivel y, si bien no se convertirían directamente en jobbers, en su mayoría sus luchas terminaban en dobles descalificaciones, dobles cuenta fuera o en un límite de tiempo contra los equipos mayores de la WWF.
Billington era conocido por ser un tipo duro y por su rigidez como luchador. Mick Foley informó que, cuando él y Les Thornton lucharon contra los Bulldogs en un combate por equipos temprano en la carrera de Foley, Billington lo maltrató tanto en el ring que rompió un ligamento en la mandíbula de Foley con su clothesline característica, evitando que Foley ingiera alimentos sólidos hasta su recuperación. Fuera del ring, Randy Savage una vez le pidió específicamente que cuidara su espalda cuando iba a beber en un bar del hotel frecuentado por luchadores de la NWA, incluido Ric Flair. También estuvo involucrado en varias peleas tras bastidores con Jacques Rougeau, una de las cuales llevó a Rougeau a emboscarlo con un puñado de monedas mientras abría una puerta que le arrancó varios dientes. Billington afirmó que el incidente de Rougeau no fue la razón que lo llevó a abandonar la WWF, sino más bien una disputa con la administración de la WWF sobre la emisión de boletos de avión de cortesía, por los cuales renunció a la compañía por principio y que, para su sorpresa, en retrospectiva, llevó a Smith a seguir el ejemplo.
Los Bulldogs lucharon su último combate en la WWF en Survivor Series 1988. Aunque su equipo ganaría el combate después de que los capitanes del equipo The Powers of Pain (The Barbarian & The Warlord) eliminaran a los últimos oponentes restantes, Los Conquistadores, los Bulldogs ya habían sido eliminados cuando Billington había sido cubierto por Smash de Demolition.

### Stampede Wrestling y Japón (1988-1996)
Después de dejar el WWF, los Bulldogs regresaron a Stampede Wrestling para ganar los Campeonatos Internacionales en Parejas. Los Bulldogs también compitieron frecuentemente en All Japan Pro Wrestling, donde ganaron $ 20 000 cada uno de Giant Baba, junto con la libertad de elegir en qué giras querían participar. Al regresar a Stampede, los Bulldogs se involucraron en una pelea con Karachi Vice sobre el Campeonato Internacional en Parejas de Stampede. Sin embargo, en febrero de 1989, Dynamite se involucró en una pelea brutal con Johnny Smith después de que Johnny interfirió y atacó a Dynamite Kid, antes de cortarse el cabello. En mayo de 1989, los Bulldogs se separaron en Stampede, pero siguieron siendo un equipo en AJPW. En Stampede, los Bulldogs pelearon entre sí, con Dynamite formando The British Bruisers con Johnny Smith y Davey Boy Smith formando un equipo con un joven Chris Benoit.
En 1990, Davey Boy Smith retiró abruptamente a los Bulldogs de la World's Strongest Tag Determination League de AJPW, regresando a la WWF e inventando una historia en la oficina de All Japan que Billington tuvo un grave accidente automovilístico y no podía competir. Como Davey Boy Smith había registrado el término «The British Bulldog» durante la carrera anterior de los Bulldogs en la WWF, decidió regresar a la WWF como The British Bulldog, y enviaría personas al Reino Unido para avisar al promotor cada vez que un volante se distribuyera promocionando a Dynamite Kid como un «British Bulldog».
Johnny Smith terminaría tomando el lugar de Davey Boy Smith en la World's Strongest Tag Determination League, y el dúo (conocido como The British Bruisers) continuó compitiendo en All Japan Pro Wrestling. El dúo logró capturar el Campeonato en Parejas de Asia, pero la asociación duró poco; los años de abuso de esteroides (incluido un incidente en el que usó esteroides para caballos), un estilo de alto impacto y el consumo de cocaína afectó a Billington y anunció su retiro el 6 de diciembre de 1991, inmediatamente después de que los Bruisers derrotaran a Johnny Ace y Sunny Beach en Nippon Budokan en Tokio. Regresó a Japón como invitado especial con Lord James Blears el 28 de febrero de 1993 y afirmó que iba a enviar a su hermano de 17 años al Dojo de All Japan, pero no se realizó. Regresó nuevamente para un combate de equipos con Johnny Smith el 28 de julio de 1993, y estaba planeando promocionar un programa de All Japan en su país en 1994, pero tampoco se realizó.
Antes de embarcarse en otra gira de All Japan, visitó a Dan Spivey y se quedó en su casa en Florida durante una semana, mientras Spivey se iba de vacaciones. Cuando Spivey regresó, él y Billington consumieron LSD, lo que provocó que Billington estuviera cerca de morir dos veces en un día, pero los paramédicos lo revivieron con adrenalina en ambas ocasiones.
Su último combate de lucha libre tuvo lugar el 10 de octubre de 1996, en un evento de Michinoku Pro llamado These Days. El combate se promocionó como un combate de equipos de seis hombres de «Leyendas del alto vuelo» con Dynamite haciendo equipo con Kuniaki Kobayashi y Dos Caras contra Tiger Mask, The Great Sasuke y Mil Máscaras. El cuerpo de Dynamite había degenerado hasta el punto de que estaba muy delgado, ya que la parte inferior de sus trusa estaba muy suelta. Al final, Dynamite aplicó su Tombstone Piledriver en Great Sasuke, llevando a Dos Caras a aplicarle un powerbomb a Sasuke para la cuenta de tres. Mientras estaba en el aeropuerto para regresar a casa al día siguiente, Dynamite tuvo una segunda crisis epiléptica (la primera fue en 1987) y fue enviado al hospital de inmediato.

## Vida personal
En 1991, se divorció de su primera esposa, Michelle Smadu (la hermana de la entonces esposa de Bret Hart, Julie), con quien Billington tuvo un hijo y dos hijas (Marek, Bronwyne y Amaris). Tras el final de su matrimonio con Michelle, se mudó de Canadá a su hogar en casa de Wigan con sus padres. Allí se casó por segunda vez con una mujer llamada Dot, con ella tuvo tres hijastros; John, Steven y Mark.
Cuando Billington vivía en Calgary, era copropietario de un apartamento con Wayne Hart, hermano de Bruce y Bret Hart, donde ambos vivían con sus respectivas novias.: 139 

### Altercados con otros luchadores
Billington tuvo varias interacciones violentas con compañeros luchadores. Uno de esos eventos fue con Bruce Hart, en el que Billington rompió la mandíbula de Hart. Otro fue mientras estaba en la WWF, donde el luchador Jacques Rougeau sintió que Billington lo había acosado y había golpeado a Billington en la cara con un puño que contenía monedas.: 8 

### Problemas de salud
En 1997, después de tener muchas complicaciones que estaba experimentando al caminar debido a la gran cantidad de lesiones en la espalda y las piernas que sufrió durante su carrera, Billington perdió el uso de su pierna izquierda, lo que lo confinó a una silla de ruedas; teniendo que ser cuidado por su segunda esposa, Dot. A Billington le dijeron que nunca más podría caminar. Además de su parálisis, Billington también sufría problemas cardíacos. En noviembre de 2013, Billington sufrió un derrame cerebral. En 2015, fue nombrado en una demanda presentada por la WWE luego de que recibieran una carta de él en la que indicara que tenía la intención de demandarlos por lesiones causadas por conmociones cerebrales sufridas durante su permanencia con ellos. Estuvo representado por el abogado Konstantine Kyros, quien estuvo involucrado en varias otras demandas que involucran a exluchadores de la WWE.

## Muerte
Billington murió el 5 de diciembre de 2018, el día en el que cumplió 60 años.

## Legado
El entrenamiento británico de Billington, combinado con un arsenal aéreo mejorado durante numerosas giras en Japón, influyó en una generación de estrellas de la lucha libre posteriores, especialmente aquellas asociadas normalmente con el «Dungeon» de Stu Hart. Un seguidor fue el difunto luchador de la WWE Chris Benoit, quien idolatró a Billington mientras crecía y adoptó un conjunto de movimientos similar que incluía el diving headbutt y el snap suplex.
En febrero de 2013, Highspots.com lanzó un documental llamado Dynamite Kid: A Matter of Pride sobre Dynamite Kid.

## En lucha
- Movimentos finales
  - Diving headbutt[2][28][29]
  - Kneeling reverse piledriver,[2] a veces mientras engancha la pierna del oponente[29]
  - Superplex[2]
- Movimientos de firma
  - European uppercut[30]
  - Front dropkick, a veces desde la cuerda superior, a veces con un kip-up[2]
  - Headbutt[30]
  - Indian deathlock[30]
  - Knee drop, a veces desde la cuerda superior[30]
  - Lariat[14]
  - Múltiples variaciones de clothesline
    - Discus[31]
    - Leaping[31]

  - Múltiples variaciones de suplex
    - Belly to back[30]
    - German[30]
    - Gutwrench[2]
    - Snap[2][29]
    - Vertical,[29] a veces desde el interior del ring a un oponente en el borde del ring

  - Octopus hold[31]
- Con Davey Boy Smith
  - Modified rocket launcher[31]
  - Double headbutt[31]
- Mánagers
  - Lou Albano[32]
  - J.R. Foley[7]: 161 
  - Abu Wizal[33][34]
- Apodos
  - «Bakudan Kozou» (Japonés para «niño dinamita»)[35]

## Campeonatos y logros
- All Japan Pro Wrestling
  - All Asia Tag Team Championship (1 vez) - with Johnny Smith
  - NWA International Junior Heavyweight Championship (1 vez)
  - World's Strongest Tag Determination League Fighting Spirit Award (1984, 1985) - con Davey Boy Smith[36][37]
  - World's Strongest Tag Determination League Skills Award (1989) - con Davey Boy Smith[38]
  - World's Strongest Tag Determination League Fair Play Award (1990, 1991) - con Johnny Smith[39][40]
- Atlantic Grand Prix Wrestling
  - AGPW International Heavyweight Championship (1 vez)[41]
- Joint Promotions
  - British Welterweight Championship (1 vez)
  - British Lightweight Championship (1 vez)
  - European Welterweight Championship (1 vez)
- New Japan Pro-Wrestling
  - WWF Junior Heavyweight Championship (1 vez)[32]
  - Greatest Gaijin Junior Section (2002)[42]
- Pacific Northwest Wrestling
  - NWA Pacific Northwest Heavyweight Championship (1 vez)
  - NWA Pacific Northwest Tag Team Championship (1 vez) - con The Assassin
- Pro Wrestling Illustrated
  - PWI lo situó en el #5 de los 100 mejores equipos en pareja de los PWI Years con Davey Boy Smith en 2003.
  - PWI lo situó en el #41 de los 500 mejores luchadores individuales de los PWI Years en 2003[43]
- Stampede Wrestling
  - Stampede British Commonwealth Mid-Heavyweight Championship (5 veces, inaugural)
  - Stampede International Tag Team Championship (6 veces) - con Sekigawa (1), Loch Ness Monster (1), Kasavudo (1), Duke Myers (1), Davey Boy Smith (2)
  - Stampede North American Heavyweight Championship (1 vez)
  - Stampede World Mid-Heavyweight Championship (4 veces)[44]
  - Stampede Wrestling Hall of Fame[45]
- Tokyo Sports
  - Lifetime Achievement Award (1991)[46]
- World Wrestling Federation
  - WWF Tag Team Championship (1 vez) - con Davey Boy Smith[47]
- Wrestling Observer Newsletter
  - Mejor luchador volador (1984)
  - Mejor luchador técnico (1984) - empatado con Masa Saito
  - Best Wrestling Maneuver (1984) Power clean dropkick
  - Lucha del año (1982) vs. Tiger Mask el 5 de agosto, Tokio, Japón
  - Más infravalorado (1983)
  - Equipo del año (1985) - con Davey Boy Smith
  - Wrestling Observer Newsletter Hall of Fame (1996)
- Otros logros
  - Canadian Wrestling Hall of Fame (2001)[48]